# Bảng chữ cái tiếng Slovak
Bảng chữ cái tiếng Slovak
Chữ cái in hoa:

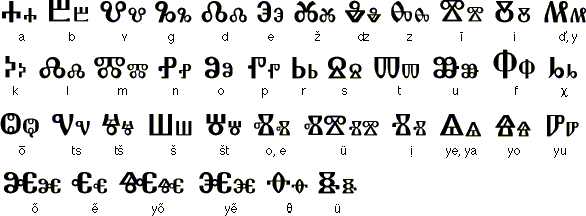
Ký tự Glagolica là những chữ cái đầu tiên của người Slav được Konstantin Filozof người Solun tạo nên vào khoảng năm 862 để diễn đạt ngôn ngữ Slovientrina cổ (Staroslovienčina), về sau phát triển thành ký tự Cyrill và ký tự Azbuca.

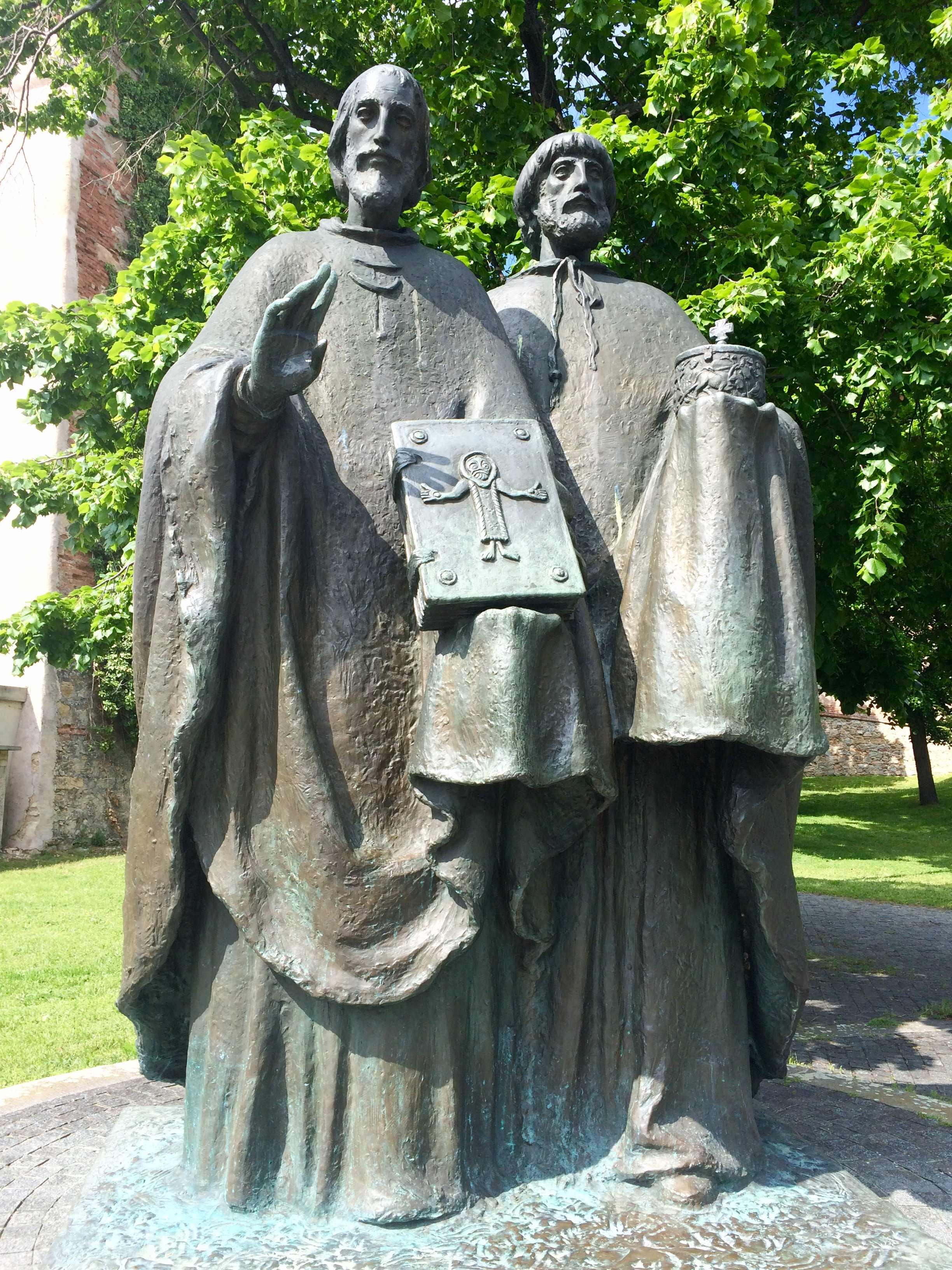
Tượng hai thánh Konstantin và Metod, hai anh em xứ Solun mang đến chữ viết cho dân tộc Slovak vào thế kỷ thứ 9 là một trong những biểu tượng của văn hóa Slovakia. Hai ông đã có thời ở miền đất thuộc thành phố Nitra ngày nay của Slovakia. Trên ảnh: bộ tượng đồng của nữ tác giả Ľudmila Cvengrošová, lắp đặt vào năm 1990 dưới chân lâu đài Nitra. Konstantin- tên thánh là Cyrill, đang tụng niệm, cầm quyển sách mang ảnh đức chúa theo kết quả khai quật và Metod cầm hộp châu báu pyxida của Rôma.

A, Á, Ä, B, C, Č, D, Ď, DZ, DŽ, E, É, F, G, H, CH, I, Í, J, K, L, Ĺ, Ľ, M, N, Ň, O, Ó, Ô, P, Q, R, Ŕ, S, Š, T, Ť, U, Ú, V, W, X, Y, Ý, Z, Ž.
Chữ cái in thường:
a, á, ä, b, c, č, d, ď, dz, dž, e, é, f, g, h, ch, i, í, j, k, l, ĺ, ľ, m, n, ň, o, ó, ô, p, q, r, ŕ, s, š, t, ť, u, ú, v, w, x, y, ý, z, ž.
Bảng chữ cái tiếng Slovak viết bằng ký tự La Tinh, dùng kết hợp với các dấu riêng:
- dấu mềm (tiếng Slovak mäkčeň) ˇ ở các chữ cái č, ď, ľ, ň, š, ť, ž. Xem cách phát âm.

Ở các chữ in č, Č, Ď, ň, Ň, š, Š, Ť, ž, Ž dấu mềm được viết như dấu ă trong tiếng Việt, ở các chữ cái  ď, ľ, Ľ, ť viết như dấu ơ nhưng không đụng vào chữ cái.
Ở các chữ viết thường hay viết hoa č, Č, ď, Ď, ľ, Ľ, ň, Ň, š, Š, ť, Ť, ž, Ž, dấu mềm được viết như dấu ă trong tiếng Việt.
- dấu đọc kéo dài, dấu dài (tiếng Slovak dĺžeň) ´ ở các chữ á, é, í, ó, ú, ý, ĺ, ŕ. Dấu dài được viết giống như dấu sắc trong tiếng Việt.
- dấu hai chấm (tiếng Slovak dvojbodka) ¨ ở chữ ä.
- dấu mũ (tiếng Slovak vokáň) ^ ở chữ ô. Ở chữ ô in thường và in hoa, dấu mũ như dấu ô trong tiếng Việt. Ở chữ viết thường và viết hoa, dấu mũ là dấu ă úp.

### Phân loại chữ cái

#### Nguyên âm
- nguyên âm: a á ä e é i í o ó y ý u ú.
- nguyên âm đôi: ia, ie, iu, ô.

#### Phụ âm
Danh sách các phụ âm: b c č d ď dz dž f g h ch j k l ľ ĺ m n ň p q r ŕ s š t ť v w x z ž, trong đó ŕ, ĺ gọi là các phụ âm dài.
Chia loại
- Phụ âm dài: Các phụ âm r, l, ŕ, ĺ trong một số trường hợp được coi là nguyên âm. Nếu r/ŕ, l/ĺ nằm giữa hai phụ âm khác thì chúng là các phụ âm tạo vần, giống như các nguyên âm.
- Phụ âm mềm ď, ť, ň, ľ, č, dž, š, ž, c, dz, j.
- Phụ âm cứng d, t, n, l, k, g, h, ch.
- Phụ âm thường b, m, p, r, s, v, z, f.
- Phụ âm hữu thanh b, d, ď, dz, dž, g, h, v, z, ž.
- Phụ âm vô thanh p, t, ť, c, č, k, ch, f, s, š.

#### Chữ cái nhập ngoại
Các phụ âm q, w, x chỉ được dùng trong các từ nhập ngoại. Ngoài các chữ cái chính thức, các chữ cái có nguồn gốc từ tiếng Séc ě, ř, ů và từ tiếng Đức ö, a, ü đôi khi xuất hiện trong các tên riêng.

### Phát âm chữ cái

#### Bảng phát âm
| Chữ Slovak              | A a | Á á   | Ä ä    | B b   | C c         | Č č   | D d       | Ď ď           | DZ dz  | DŽ dž  | E e    | É é!  |
| ----------------------- | --- | ----- | ------ | ----- | ----------- | ----- | --------- | ------------- | ------ | ------ | ------ | ----- |
| Phát âm bằng tiếng Việt | a   | a dài | ơê     | bờ    | xờ          | trờ   | đờ        | giờ           | d(x)ờ  | d(s)ờ  | e      | e dài |
| Phát âm trong IPA       | [a] | [a:]  | [æ, ɛ] | [b]   | [ʦ]         | [ʧ]   | [d]       | [ɟ]           | [dz]   | [dǯ]   | [ɛ]    | [ɛ:]  |
| Chữ Slovak              | F f | G g   | H h    | Ch ch | I i         | Í í   | J j       | K k           | L l    | Ĺ ĺ    | Ľ ľ    | M m   |
| Phát âm bằng tiếng Việt | phờ | gờ    | hờ     | khờ   | i           | i dài | (i)ờ      | cờ            | lờ     | lờ dài | lờ mềm | mờ    |
| Phát âm trong IPA       | [f] | [g]   | [ɦ]    | [x]   | [i]         | [i:]  | [j]       | [k]           | [l]    | [l:]   | [lʲ]   | [m]   |
| Chữ Slovak              | N n | Ň ň   | O o    | Ó ó   | Ô ô         | P p   | Q q       | R r           | Ŕ ŕ    | S s    | Š š    | T t   |
| Phát âm bằng tiếng Việt | nờ  | nhờ   | ô      | ô dài | uô          | pờ    | quờ       | rờ            | rờ dài | xờ     | sờ     | tờ    |
| Phát âm trong IPA       | [n] | [ɲ]   | [o]    | [o:]  | [uo]        | [p]   | [kv]      | [r]           | [r:]   | [s]    | [ʃ]    | [t]   |
| Chữ Slovak              | Ť ť | U u   | Ú ú    | V v   | W w         | X x   | Y y       | Ý ý           | Z z    | Ž ž    |        |       |
| Phát âm bằng tiếng Việt | chờ | u     | u dài  | vờ    | đ-vôi-tê-vê | ík-xờ | ýp-xi-lon | ýp-xi-lon dài | gi(x)ờ | gi(s)ờ |        |       |
| Phát âm trong IPA       | [c] | [u]   | [u:]   | [v]   | [v]         | [ks]  | [i]       | [i:]          | [z]    | [ʒ]    |        |       |

#### Phát âm nguyên âm
Các nguyên âm không mang dấu dài a, e, i, o, u, y có âm tiết ngắn. Các nguyên âm có dấu dài á, é, í, ú, ý cùng các nguyên âm đôi ô, ia, ie, iu và các phụ âm tạo âm tiết (phụ âm dài) ŕ, ĺ được phát âm dài gấp hai lần các âm tiết ngắn.
Việc phát âm không chính xác chiều dài âm tiết trong tiếng Slovak có thể thay đổi nghĩa của từ hay câu. Ví dụ: zástavka (lá cờ nhỏ) và zastávka (trạm xe), sud (cái thùng) và súd (tòa án), pichá (đâm) và pýcha (kiêu hãnh).

#### Thu ngắn âm tiết
Trong tiếng Slovak, ngoại trừ các trường hợp đặc biệt hai âm tiết dài không thể nằm liền nhau. Trong một số biến đổi hình thái của từ, nguyên âm ngắn biến thành âm tiết dài, ví dụ: žena- đàn bà, ženám- cho các người đàn bà. Nhưng nếu phía trước đã là âm tiết dài, âm tiết dài thứ hai phải thu ngắn, ví dụ: čiarka- vạch, thành čiarkam- cho các vạch, chứ không phải čiarkám.

#### Phát âm phụ âm dài ŕ, ĺ
Các phụ âm r, l, ŕ, ĺ trong một số trường hợp được coi là nguyên âm. Nếu r/ŕ, l/ĺ nằm giữa hai phụ âm khác thì chúng là các phụ âm tạo vần, giống như các nguyên âm.
- Xuất hiện phụ âm dài ŕ, ĺ từ r, l do biến cách danh từ. Ví dụ: vlna (sóng), danh từ giống cái, nguyên cách, số ít biến thành vĺn ở số nhiều, sở hữu cách.
- Các phụ âm dài ŕ, ĺ có trong gốc từ và không biến đổi (do biến cách hay chia thì động từ). Ví dụ: danh từ žĺtok (lòng đỏ trứng), tính từ của nó là žĺtkový, động từ kŕmiť (cho ăn), thán từ cŕk (tiếng chuông reo).
- Xuất hiện phụ âm dài ŕ, ĺ từ r, l do tạo từ. Ví dụ: danh từ chlp (sợi lông) biến thành chĺpok (sợi lông nhỏ).

#### Nhái âm
Nhái âm trong chữ
Nhái âm (tiếng Slovak- spodobovanie) là hiện tượng trong tiếng Slovak khi hai phụ âm nằm liền nhau, phụ âm hữu thanh với phụ âm vô thanh hay phụ âm vô thanh bên cạnh phụ âm hữu thanh, sự phát âm phụ âm đứng trước bị phụ âm thứ hai tác động làm cho phụ âm đứng trước phát âm thành phụ âm thứ hai trong cặp chữ nhái âm. Hiện tượng này chỉ tồn tại ở hình thức nói.
| Hữu thanh | b | d | ď | dz | dž | g | h  | v | z | ž |
| Vô thanh  | p | t | ť | c  | č  | k | ch | f | s | š |

Ví dụ từ viết loďka (chiếc thuyền con) có hai phụ âm ď- phụ âm hữu thanh đứng trước kề k- phụ âm vô thanh, khi đọc phụ âm hữu thanh ď bị biến thành phụ âm vô thanh ť theo bảng cặp chữ nhái âm. Phiên âm tiếng Việt "lố-ch(ờ)-ca".
Tương tự kresba (bức họa), ta đọc là krezba, khi phụ âm vô thanh s biến thành phụ âm hữu thanh z trong cặp nhái âm của nó. Phiên âm tiếng Việt "cờ-re-gi(ờ)-ba"
Nhái âm trong câu
- Phụ âm vô thanh biến thành phụ âm hữu thanh
a. Khi chữ cái cuối một từ là phụ âm vô thanh, chữ cái đầu của từ tiếp theo là phụ âm hữu thanh. Ví dụ: rožok na stole (ổ bánh mì trên bàn) phát âm thành rožog na stole. Phát âm tiếng Việt "rô-gi(s)ố-g(ờ) na x-tô-le".
b. Khi chữ cái cuối một từ là phụ âm vô thanh, chữ cái đầu của từ tiếp theo là nguyên âm.
Ví dụ: pes alebo mačka (chó và mèo) phát âm thành pez alebo mačka.
- Phụ âm hữu thanh biến thành phụ âm vô thanh khi chữ cái cuối của một từ là phụ âm hữu thanh và chữ cái đầu của từ tiếp theo là phụ âm vô thanh. Ví dụ: nikdy neje chlieb pred obedom (chẳng bao giờ nó ăn bánh mì trước khi ăn bữa chính) phát âm thành nikdy neje chliep pred obedom.
Ngoài ra ngữ pháp tiếng Slovak còn phân chia cụ thể các khả năng khác của hiện tượng nhái âm cho giới từ, biến đổi đặc biệt của giới từ (thêm nguyên âm, hình thức viết), biến âm của các cụm phụ âm thành một phụ âm khác như ds, dt, tst, zšt thành c, t, ct, št v.v...